# Naturschutzgebiet Steinbach
Koordinaten: 51° 40′ 7″ N, 6° 50′ 59″ O
Das Naturschutzgebiet Steinbach liegt auf dem Gebiet der Gemeinde Hünxe und der Stadt Schermbeck im Kreis Wesel in Nordrhein-Westfalen. Das Gebiet, das vom Steinbach durchflossen wird, erstreckt sich nordöstlich des Kernortes von Hünxe, südwestlich der Kernstadt von Schermbeck und westlich des Schermbecker Ortsteils Gahlen. Am nördlichen Rand des Gebietes  verläuft die Landesstraße L 463, nördlich fließen der Wesel-Datteln-Kanal und die Lippe.

## Bedeutung
Das etwa 35,5 ha große Gebiet wurde im Jahr 2002 unter der Schlüsselnummer WES-082 unter Naturschutz gestellt. Schutzziele sind 
- der Erhalt und die Optimierung des naturnahen Tieflandbaches mit umgebenden Laubwäldern mit Altholz- und Feuchtwaldbereichen sowie
- der Erhalt und die Optimierung des komplexen naturnahen Fließgewässers mit umgebenden Altholz- und Feuchtwaldbereichen.[2]